# Nidulariopsis
Nidulariopsis är ett släkte av svampar. Nidulariopsis ingår i familjen jordstjärnor, ordningen Geastrales, klassen Agaricomycetes, divisionen basidiesvampar och riket svampar.
|               | Geastrum                                                                             |
|               |                                                                                      |
|               | Radiigera                                                                            |
|               |                                                                                      |
|               | Sphaerobolus                                                                         |
|               |                                                                                      |
| Nidulariopsis | \| \| Nidulariopsis melanocarpa \| \| \| \| \| \| Nidulariopsis iowensis \| \| \| \| |
|               | \| \| Nidulariopsis melanocarpa \| \| \| \| \| \| Nidulariopsis iowensis \| \| \| \| |
|               | Geasteroides                                                                         |
|               |                                                                                      |
|               | Myriostoma                                                                           |
|               |                                                                                      |
|               | Schenella                                                                            |
|               |                                                                                      |
|               | Phialastrum                                                                          |
|               |                                                                                      |
|               | Nidulariopsis melanocarpa                                                            |
|               |                                                                                      |
|               | Nidulariopsis iowensis                                                               |
|               |                                                                                      |

|  | Nidulariopsis melanocarpa |
|  |                           |
|  | Nidulariopsis iowensis    |
|  |                           |